# Fodboldfeber 7:8 - Forældre ude af kontrol!
|  | Denne artikel er oprettet af botten Steenthbot ud fra en ekstern database. Den kan derfor have sproglige fejl eller mangler. Denne skabelon kan fjernes efter kontrol af indholdet. |

Fodboldfeber 7:8 - Forældre ude af kontrol! er en norsk dokumentarfilm fra 2021 instrueret af Line Hatland.

## Handling
Norske Anna og amerikanske Khalidi mærker tydeligt deres fædres ønske, om at de skal være dygtige fodboldspillere. Det pres kan nogle gange blive for meget. 
’Fodboldfeber’ er en serie i 8 afsnit om verdens største fodboldcup for børn – Norway Cup.